# Rent-A-Center

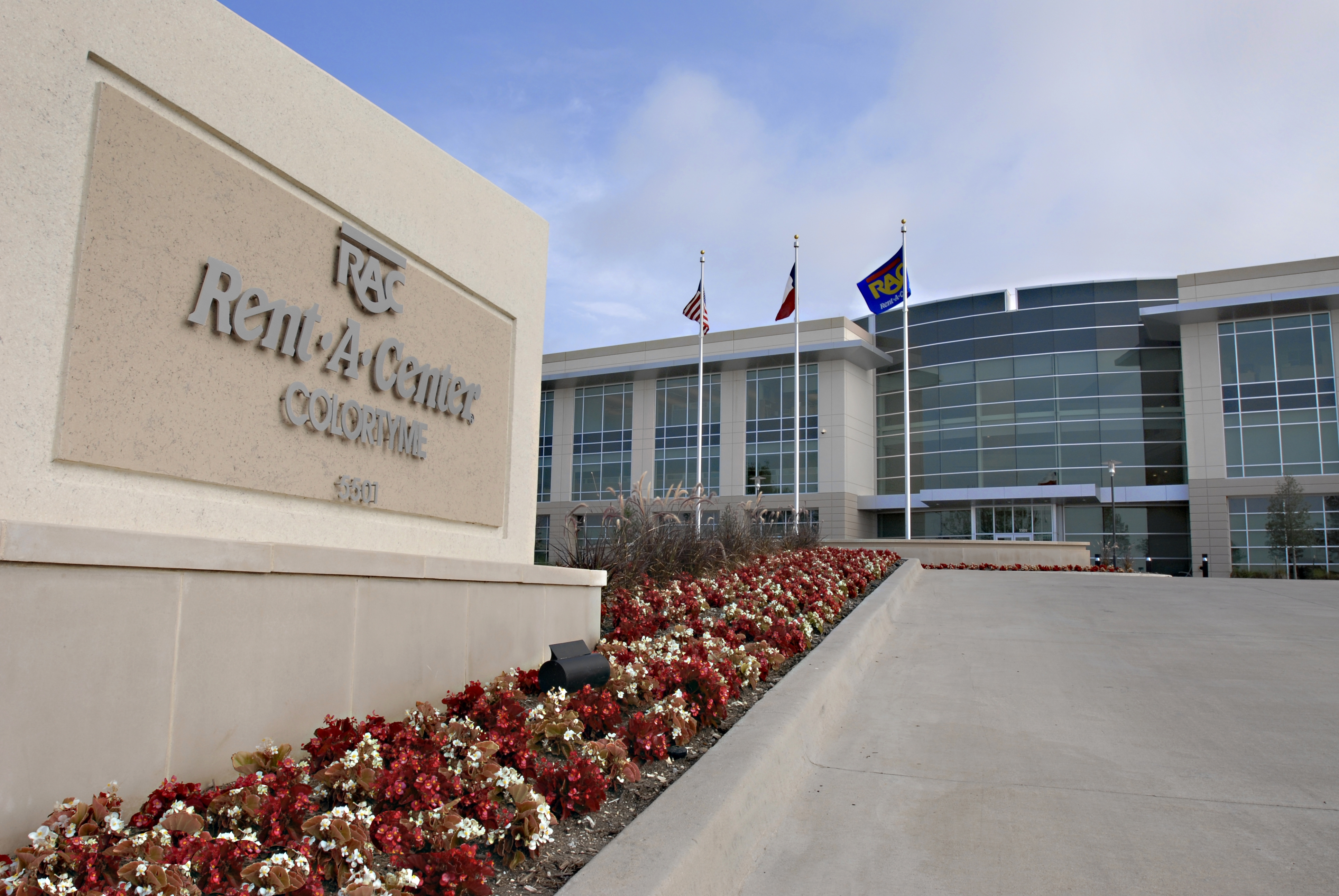
Sede de Rent-A-Center

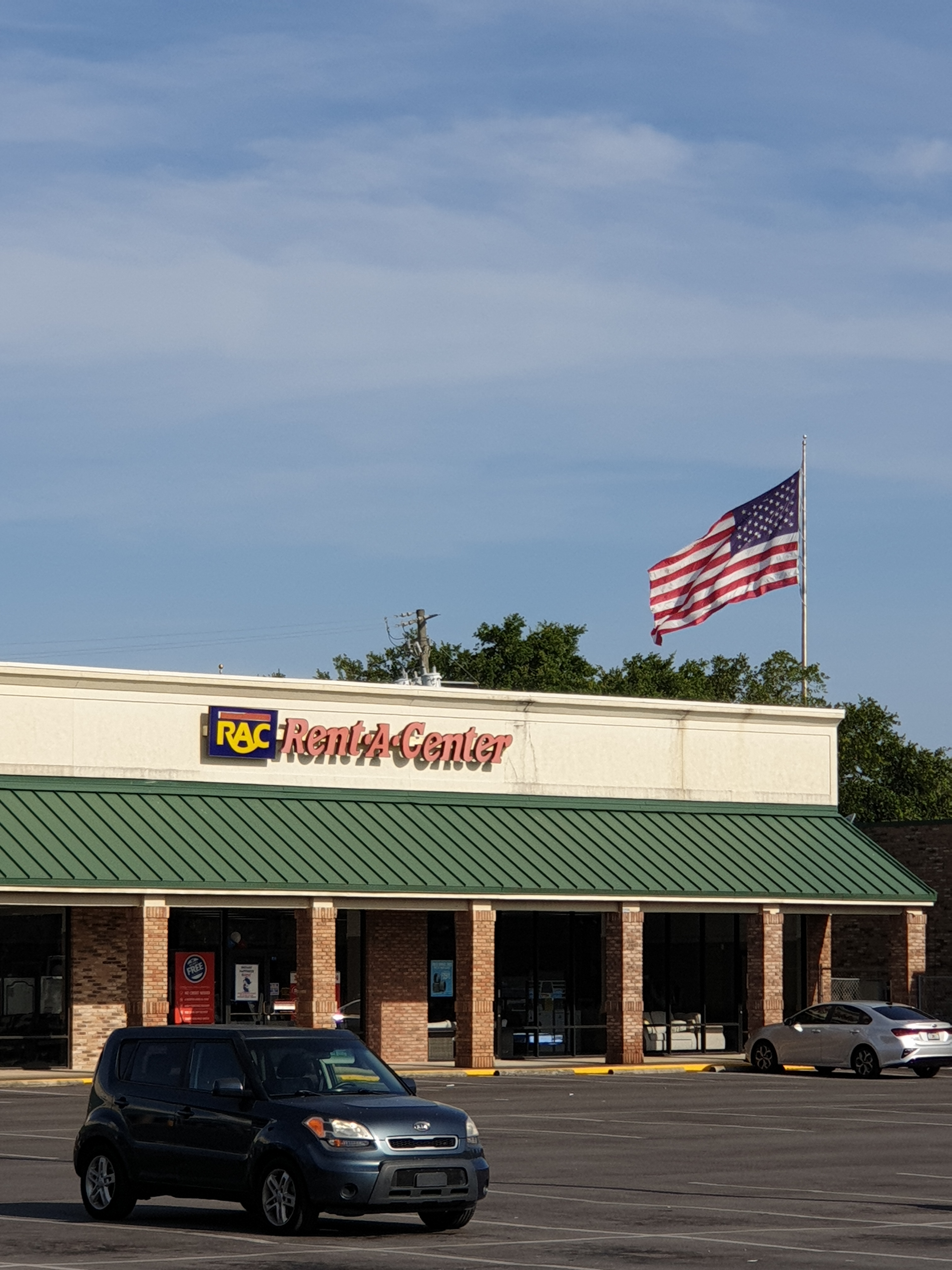
Una tienda en Fort Walton Beach, Florida

Rent-A-Center (Rent-A-Centre en Canadá) es la cadena de tiendas "rent to own" más grande del América del Norte. La empresa opera más de 3.000 tiendas en los Estados Unidos (incluyendo los 50 estados, el Distrito de Columbia, y Puerto Rico) y Canadá. Tiene su sede en Plano, Texas, EE. UU. Actualmente también tiene corporativo en Apodaca, Nuevo León, México, país donde operan 122 tiendas.